# Ecocentro
El Ecocentro es un espacio cultural construido frente al mar en la ciudad de Puerto Madryn, Provincia del Chubut, Argentina. Desde su inauguración en el año 2000 realiza actividades que integran arte, educación y ciencia orientadas a forjar una mirada renovada sobre el mar. 
Es la sede de la Fundación Ecocentro, institución privada sin fines de lucro, creada por iniciativa de Alfredo Lichter y José Manuel Eliçabe. Presidida por Lichter, ambientalista y escritor, la fundación lleva adelante una propuesta integral que apela al descubrimiento, a la sensibilidad y a la reflexión sobre la relación que los seres humanos tienen con la naturaleza, sus ejes de acción apuntan a desarrollar actividades en el ámbito cultural, educativo y científico. Exposiciones, conciertos, charlas, conferencias y encuentros con personalidades del mundo del arte y de las ideas forman parte de las iniciativas que se llevan a cabo dentro del Ecocentro. La fundación también edita bibliografía vinculada a la temática del mar y la naturaleza, impulsa proyectos científicos que abordan la investigación vinculada con la rica diversidad de fauna marina de la región y desarrolla programas educativos gratuitos destinados a todos los alumnos de la provincia del Chubut.
Ha recibido distinciones otorgadas por la Administración de Parques Nacionales y la Revista Lugares. El presidente de la fundación, Alfredo Lichter, fue reconocido también por la Embajada de Holanda en Argentina por su labor como naturalista y al frente de la organización.
Cada año concurren al Ecocentro alrededor de 50.000 personas, entre residentes locales, turistas de otros lugares del país y muchos visitantes extranjeros..

## Arquitectura
El Ecocentro está ubicado en la ciudad de Puerto Madryn, emplazado sobre un acantilado en un punto privilegiado de la costa patagónica. El edificio Archivado el 2 de abril de 2016 en Wayback Machine. diseñado por el arquitecto James Donaldson recupera elementos de la arquitectura galesa para integrarse con la tradición histórica de la región. 

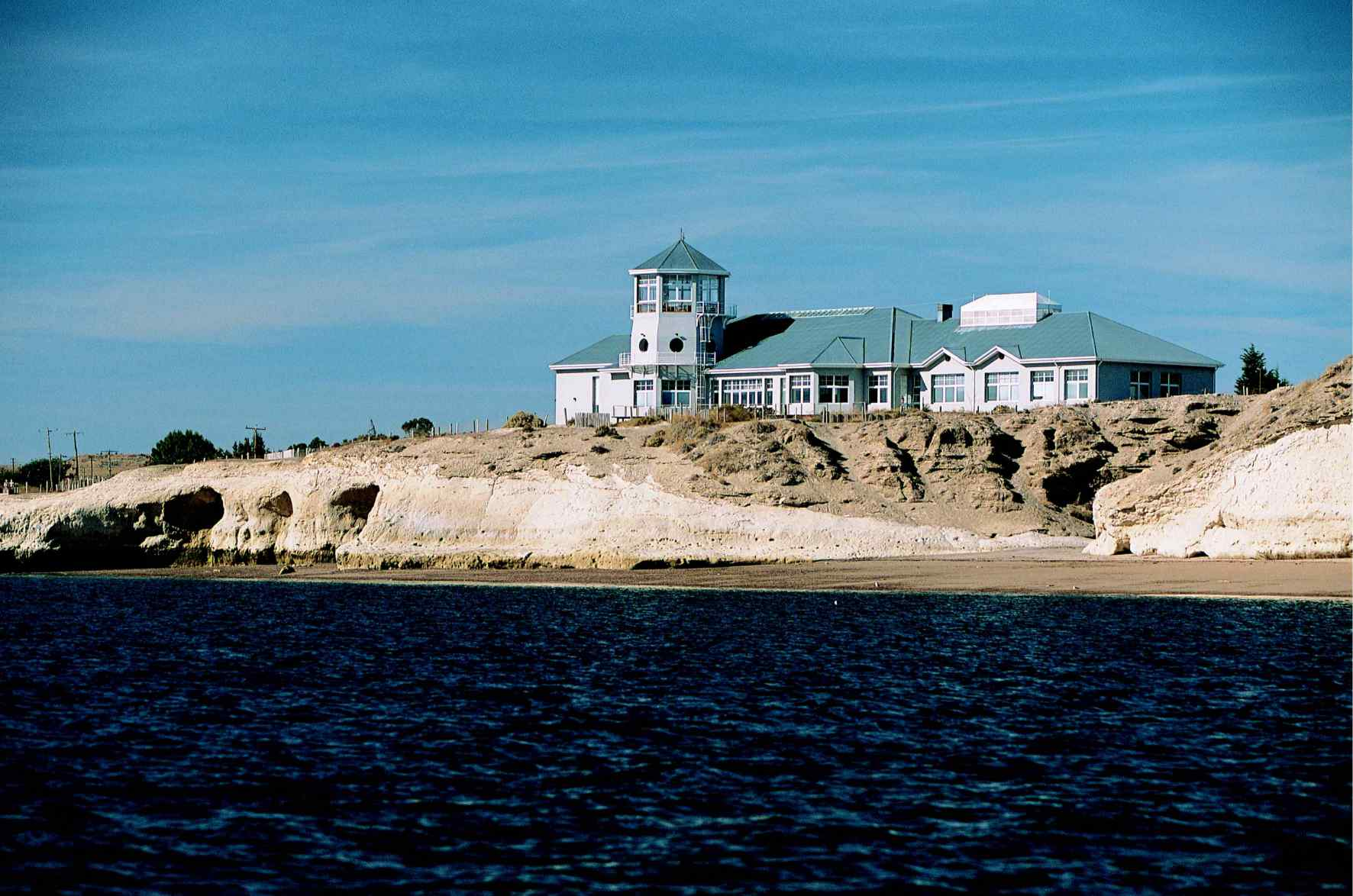
El edificio desde el mar

Cuenta con 2000 m² y tiene una vista privilegiada del mar patagónico, terrazas de madera que invitan a los visitantes a acercarse al horizonte y a observar el espacio natural, poblado de pastos y arbustos autóctonos. 
Al llegar se destaca el imponente esqueleto de una ballena Archivado el 22 de agosto de 2017 en Wayback Machine. franca austral montado sobre una viga de color rojo, que pertenece a un ejemplar que varó frente al Ecocentro en mayo de 2001. 
Un hall principal da la bienvenida otorgando al espectador una fantástica vista desde sus inmensos ventanales. El entrepiso que lo bordea ofrece exposiciones de artistas plásticos inspirados por el mar. 
Varias salas de exhibición están dedicadas a muestras que proponen un recorrido por el ecosistema costero patagónico. 
Un espacio que se destaca es la torre: un mirador frente al mar que invita a hacer una pausa para la reflexión,  dotadode una biblioteca variada en títulos, en el que también se realizan muestras de artistas locales. Para llevar adelante las actividades educativas el edificio posee espacios de excelencia para la difusión de conocimiento como un auditorio para más de 150 personas y un aula equipada con la más alta tecnología.

## Exposiciones
El Ecocentro entiende el sistema marino como una unidad amplia y compleja, donde sus diversos componentes y procesos se encuentran íntimamente interconectados: si uno se modifica, todo el ecosistema se ve afectado. Por eso, la misión del Ecocentro es concientizar respecto de una relación más armónica con el océano a través de sus diversas exhibiciones:
- A orillas de un frío río de mar: Exhibición que ocupa la nave central del Ecocentro. Recorre aspectos físicos, biológicos, ecológicos y humanos del Mar Patagónico.
- Lejano y profundo mar: Exhibición sobre la geografía y las especies que habitan las grandes profundidades.
- Habitantes de un pozo de marea: Es una réplica de un pozo de marea natural en donde habitan distintas especies de invertebrados marinos, algunos de los cuales se pueden encontrar a poca profundidad en el intermareal, mientras que otros viven en zonas más profundas del mar a las que solo se puede acceder buceando.
- Sombras y rumores de ballenas: Exhibición integral sobre la ballena franca austral que comienza con paneles sobre biología y ecología, luego recrea la intensa oscuridad de las profundidades para proyectar en tamaño real una ballena nadando bajo el mar y escuchar los sonidos que emiten para comunicarse entre sí.
- Un esqueleto en una viga roja: Esqueleto de ballena franca exhibido en el exterior del edificio de Puerto Madryn.
- Proyecto "Mar Argentino, arte y conservación": El Proyecto “Mar Argentino, arte y conservación”, es una iniciativa de la Fundación Ecocentro, que tiene como fin vincular el arte plástico con un mensaje de alerta acerca de los problemas que enfrenta nuestro mar. Anualmente son convocados reconocidos artistas plásticos, cuya tarea es crear una obra ligada a los problemas del mar. Actualmente integran el proyecto:
  - Tursiops truncatus: obra de Luis F. Benedit, realizada en 2008. Inauguró el Proyecto “Mar Argentino, arte y conservación”. Está ubicada en la torre, pero fue exhibida en 2008 en la ArteBa Feria de Arte Contemporáneo y en el Centro Cultural Recoleta. Fue construida con resina y huesos de un esqueleto verdadero de delfín. Es un llamado de atención sobre el problema del descarte pesquero y la captura incidental de especies marinas.
  - Apparatusgommatus testianorum: obra de Clorindo Testa, fue expuesta en la ArteBA Feria de Arte Contemporáneo 2009 y formó parte de la campaña “El Mar se Ahoga”, la segunda etapa del Proyecto. Se trata de un enorme animal marino, de color rojo y nueve metros de largo, revestido con botellas plásticas, zapatillas, sogas y otros desechos recogidos en las playas de la Península Valdés. La obra denuncia con contundencia el problema de la basura en el mar.
  - Columna de Agua: obra de Luis Felipe Noé, realizada en 2013, es una metáfora plástica de cómo se distribuye la vida desde la superficie hasta el fondo del mar. La obra, de grandes dimensiones, 300cm x 140cm, se destaca por sus contrastes de formas y colores que representan las especies marinas que habitan en esta columna de agua conceptual.